# クイズ!お笑い知ってる王
『クイズ!お笑い知ってる王』（クイズ!おわらいしってるおう）は、日本テレビ系列で2009年4月2日に放送された特番お笑いバラエティ番組。

## 放送時間
- 木曜20:54 - 22:48（JST）
  - 20:54の『まもなく!秘密のケンミンSHOW』、21:00の『秘密のケンミンSHOW』、22:00の『ダウンタウンDX』（以上読売テレビ制作）は全て休止。21:54の各局別ミニ番組（関東地区は『東京日和』）は22:48は繰り下げ。

## 出演者
司会
- 今田耕司
- 藤井隆
- 木佐彩子

解答者
- 板倉俊之（インパルス）
- エド・はるみ
- 大木こだま（大木こだま・ひびき）
- オール阪神・巨人
- オリエンタルラジオ
- 加藤茶（ザ・ドリフターズ）
- くわばたりえ（クワバタオハラ）
- 井戸田潤（スピードワゴン）
- ジャリズム - アントニオ小猪木が出演予定だったがその小猪木がインフルエンザになったために変わりに山下が出演した。
- 関根勤
- 寺門ジモン（ダチョウ倶楽部）
- 木本武宏（TKO）
- 玉袋筋太郎（浅草キッド）
- 出川哲朗
- ノッチ（デンジャラス）
- 木村卓寛（天津）
- にしおかすみこ
- 木村明浩（バッファロー吾郎）
- ハリセンボン
- FUJIWARA
- 増田英彦（ますだおかだ）
- 村上ショージ
- 山田邦子
- 東貴博（Take2）
- イジリー岡田

VTR出演
- 松村邦洋
- コージー冨田
- 三又又三

## スタッフ
- 演出：並木慶（BACK-UP）
- ディレクター：加藤伸一（BACK-UP）、長坂信行、鈴木康浩（クロスブリード）、甲斐崎哲也
- 構成：かわら長介/高須光聖、山名宏和、松本真一
- 技術：深谷高史
- SW：岩田一己
- カメラ：小林光行
- クレーン：上田軌行
- 音声：松原瑞貴
- VE：水野博道
- 照明：平井治雄
- VTR：高木稔
- TK：葛貫明子
- 音効：磯川浩己
- 編集：小森佑輔
- MA：佐藤卓也
- 美術：永田勝明
- デザイン：別所晃吉
- 美術進行：今井隆之
- メイク：田代典子
- 技術協力：ニューテレス、フジアール、デジデリック、麻布プラザ、サウンドエフェクト、BEEPS、三文社
- スタッフ協力：クロスブリード、スポニチクリエイツ
- 宣伝：丸谷忍（読売テレビ）
- デスク：大塚峰子（読売テレビ）
- 制作進行：泉亜希子（BACK-UP）
- アシスタントプロデューサー：関聖子（読売テレビ）、沖本翔子（よしもとクリエイティブ・エージェンシー）
- 協力プロデューサー：西田治朋・若生さとみ（クロスブリード）
- 協力：BACK-UP MEDIA
- 制作協力：吉本興業
- プロデューサー：勝田恒次（読売テレビ）、市岡秀晃（よしもとクリエイティブ・エージェンシー）、礒田裕子（BACK-UP）
- チーフプロデューサー：西田二郎（読売テレビ）
- 制作著作：読売テレビ